# Tondikandia
Tondikandia ist eine Landgemeinde im Departement Filingué in Niger.

## Geographie
Tondikandia liegt nordöstlich der Hauptstadt Niamey. Die Nachbargemeinden sind Dingazi und Filingué im Nordwesten, Imanan und Kourfeye Centre im Nordosten, Loga und Tagazar im Süden sowie Simiri im Osten. Bei den Siedlungen in der Gemeinde handelt es sich um 153 Dörfer, 83 Weiler und 6 Lager. Der Hauptort der Landgemeinde ist das Dorf Damana. Weitere größere Dörfer im Gemeindegebiet sind Fandou Béri und Fandou Mayaki.
Das nördliche Drittel der Gemeinde wird zum Sahel gerechnet, während die südlichen zwei Drittel zur Übergangszone zwischen Sahel und Sudan zählen. Teile der Gemeinde Tondikandia gehören zu einer etwa 70.000 Hektar großen Important Bird Area, die unter der Bezeichnung Dallol Boboye den mittleren Abschnitt des Trockentals Dallol Bosso vom Stadtzentrum von Filingué bis circa 15 Kilometer südlich von Balleyara umfasst.

## Geschichte
Das von vielen Tälern und Schluchten geprägte und von Zarma bewohnte Gebiet von Tondikandia war vor der Ankunft der Franzosen an der Wende vom 19. zum 20. Jahrhundert ein Rückzugsgebiet für Banditen, die die Dörfer am Fluss Niger ausraubten. Ende des 19. Jahrhunderts setzte sich der Krieger Karanta als Herrscher von Tondikandia durch. Die französische Kolonialverwaltung richtete einen Kanton in Tondikandia ein und anerkannte 1901 Karanta als Kantonschef. Die Landgemeinde Tondikandia ging 2002 bei einer landesweiten Verwaltungsreform aus dem Kanton Tondikandia/Damana hervor.

## Bevölkerung
Bei der Volkszählung 2012 hatte die Landgemeinde 108.991 Einwohner, die in 6147 Haushalten lebten. Bei der Volkszählung 2001 betrug die Einwohnerzahl 84.223 in 10.448 Haushalten.
Im Hauptort lebten bei der Volkszählung 2012 3607 Einwohner in 507 Haushalten, bei der Volkszählung 2001 3507 in 378 Haushalten und bei der Volkszählung 1988 3658 in 526 Haushalten.
Rund die Hälfte der Einwohner sind Zarma. Zu den weiteren Volksgruppen in der Gemeinde zählen Tuareg, Fulbe und, in geringerer Anzahl, Hausa. Bei Letztgenannten handeln es sich um die Untergruppen Arawa und Kurfeyawa.

## Politik
Der Gemeinderat (conseil municipal) hat 25 gewählte Mitglieder. Mit den Kommunalwahlen 2020 sind die Sitze im Gemeinderat wie folgt verteilt: 7 MODEN-FA Lumana Africa, 7 MPR-Jamhuriya, 5 PNDS-Tarayya, 2 MNSD-Nassara, 2 MPN-Kiishin Kassa und 2 PJP-Génération Doubara.
Jeweils ein traditioneller Ortsvorsteher (chef traditionnel) steht an der Spitze von 147 Dörfern in der Gemeinde.

## Wirtschaft und Infrastruktur
Tondikandia liegt in einer Zone, in der Regenfeldbau betrieben wird. Von wirtschaftlicher Bedeutung ist auch die Arbeitsmigration ins Ausland. Das staatliche Versorgungszentrum für landwirtschaftliche Betriebsmittel und Materialien (CAIMA) unterhält eine Verkaufsstelle im Hauptort Damana.
Gesundheitszentren des Typs Centre de Santé Intégré (CSI) sind im Hauptort sowie in den Siedlungen Attaloga, Fandou Mayaki, Talifanta Béri und Tibéwa vorhanden. Das Gesundheitszentrum in Fandou Mayaki verfügt über ein eigenes Labor und eine Entbindungsstation. Allgemein bildende Schulen der Sekundarstufe sind der CEG Damana und der CEG FA Damana. Das Kürzel CEG steht dabei für Collège d’Enseignement Général und das auf einen Schwerpunkt auf die arabische zusätzlich zur französischen Sprache hinweisende Kürzel CEG FA für Collège d’Enseignement Général Franco-Arabe. Beim Centre de Formation aux Métiers de Damana (CFM Damana) handelt es sich um ein Berufsausbildungszentrum. Zu den größten infrastrukturellen Problemen in der Gemeinde zählen der Personalmangel in der Gesundheitsversorgung und durch Erosion schadhaft gewordene Wasserstellen.
Durch die Osten der Gemeinde, unter anderem durch den Hauptort, verläuft die 868 Kilometer lange Nationalstraße 25 zwischen Niamey und Agadez. Die 150,3 Kilometer lange Nationalstraße 38 zwischen Balleyara und Banibangou führt durch den Westen der Gemeinde. Von ihr zweigt im Dorf Fandou Mayaki die 66 Kilometer lange Route 664 nach Dingazi ab.

## Persönlichkeiten
- Soumana Kalkoye (* 1966), Offizier, geboren im Dorf Fandou Mayaki im Gemeindegebiet von Tondikandia
- Seyni Kountché (1931–1987), Staatschef Nigers, geboren im Dorf Fandou Béri im Gemeindegebiet von Tondikandia
- Demba Maïnassara (1910–1996), Offizier, geboren im Dorf Damana im Gemeindegebiet von Tondikandia